# یواس‌اس بلوبک (اس‌اس-۵۸۱)
یواس‌اس بلوبک (اس‌اس-۵۸۱) (به انگلیسی: USS Blueback (SS-581)) یک زیردریایی است که طول آن ۲۱۹ فوت ۶ اینچ (۶۶٫۹۰ متر) می‌باشد. این زیردریایی در سال ۱۹۵۹ ساخته شد.